# Jean-Noël Lingani
Jean-Noël Lingani (ur. 12 grudnia 1988 w Bobo-Dioulasso) – burkiński piłkarz grający na pozycji obrońcy. W swojej karierze rozegrał 10 meczów w reprezentacji Burkiny Faso.

## Kariera klubowa
Swoją karierę piłkarską Lingani rozpoczął w klubie Étoile Filante Wagadugu. W sezonie 2005/2006 zadebiutował w jego barwach w pierwszej lidze burkińskiej. Grał w nim do 2011 roku. Został z nim mistrzem kraju w sezonie 2007/2008, wicemistrzem w sezonach 2007, 2008/2009 i 2009/2010 oraz zdobył trzy Puchary Burkiny Faso w latach 2006, 2008 i 2011. W sezonie 2011/2012 grał w Rail Club du Kadiogo, z którym sięgnął po krajowy puchar.
W latach 2013–2016 Lingani był piłkarzem gwinejskiego klubu Horoya AC. Trzykrotnie wywalczył mistrzostwo Gwinei w sezonach 2013, 2014/2015 i 2015/2016, raz wicemistrzostwo w sezonie 2013/2014 oraz dwukrotnie Puchar Gwinei w latach 2013 i 2016. W sezonie 2016/2017 występował w Étoile Filante Wagadugu, z którym został wicemistrzem kraju. W latach 2017–2019 ponownie grał w Horoya AC. W sezonach 2017/2018 i 2018/2019 był  nim mistrzem Gwinei, a w 2019 zdobył też Puchar Gwinei.
W sezonie 2019/2020 Lingani najpierw grał w Salitas FC, a następnie w Majestic SC. W latach 2020–2022 grał w AS Douanes Wagadugu. W sezonie 2020/2021 wywalczył z nim wicemistrzostwo kraju, a w 2022 zdobył Puchar Burkiny Faso.

## Kariera reprezentacyjna
W reprezentacji Burkiny Faso Lingani zadebiutował 7 września 2013 w wygranym 1:0 meczu eliminacji do MŚ 2014 z Gabonem, rozegranym w Wagadugu. Od 2013 do 2019 wystąpił w kadrze narodowej 10 razy.